# Clarias ebriensis
Clarias ebriensis és una espècie de peix de la família dels clàrids i de l'ordre dels siluriformes.

## Morfologia
Els mascles poden assolir els 31,5 cm de llargària total.

## Distribució geogràfica
Es troba a Àfrica: des de Costa d'Ivori fins al sud-est de Nigèria.